# Łaniówka
Łaniówka – potok, prawy dopływ Lepietnicy.
Potok wypływa na wysokości około 765 m w dolinie wcinającej się w północno-zachodnie zbocza doliny Lepietnicy w Klikuszowej w województwie małopolskim, w powiecie nowotarskim, w gminie Nowy Targ. Ma długość zaledwie około 800 m. Na wysokości 697 m uchodzi do Lepietnicy w należącym do Klikuszowej osiedlu Kocie Miasto.
Niemal cała zlewnia Łaniówki to łąki Klikuszowej. Tylko niewielki jej obszar w rejonie ujścia to teren zabudowany.